# Liohippelates escomeli
Liohippelates escomeli är en tvåvingeart som först beskrevs av Seguy 1940.  Liohippelates escomeli ingår i släktet Liohippelates och familjen fritflugor. Inga underarter finns listade i Catalogue of Life.